# Hong Kong aux Jeux olympiques d'hiver de 2014
Hong Kong participe aux Jeux olympiques d'hiver de 2014 à Sotchi en Russie du 7 au 23 février 2014. Il s'agit de sa quatrième participation à des Jeux d'hiver.

## Patinage de vitesse sur piste courte
| Lui Pan To Barton | 1500 m | 2 min 22 s 139 | 5e (éliminé) | – | – | – | – | – | – | – | – |